# LSWR N15 class
LSWR N15 class, SR King Arthur class — британский магистральный пассажирский паровоз с осевой формулой 2-3-0, разработанный Робертом Ури. На основе первоначального типа было создано три подтипа, производство паровоза продолжалось восемь лет с 1919 по 1926 год. Первая партия построена для Лондонской и Юго-Западной железной дороги (LSWR), где они использовались на магистральных линиях к портам южного побережья Англии и далее на запад в Эксетер. На Southern Railway этот локомотив был вторым по размеру после SR Lord Nelson class.
После объединения железнодорожных компаний в 1923 году LSWR стала частью Southern Railway (SR), и по предложению отдела рекламы, паровозам типа стали присваивать имена, связанные с легендой о короле Артуре. Главный инженер тяги вновь образованной компании, Ричард Манселл, по результатам эксплуатации внёс изменения в конструкцию Ури и довёл число локомотивов до 74. Манселл и его главный конструктор Джеймс Клэйтон внедрили ряд улучшений, в частности, в паровом контуре и парораспределительном механизме.
Локомотивы строились несколькими партиями в Истли и Глазго. В 1926 году на этом типе был впервые в Англии проведён эксперимент с дефлекторами дыма. Преемник Манселла, Оливер Буллид, пытался повысить производительность за счет изменения системы выхлопа. Паровозы продолжали работать на британских железных дорогах до конца 1962 года. Один из паровозов этого типа, 30777 Sir Lamiel, включён в коллекцию британского Национального железнодорожного музея и используется в исторических поездках.

## Предыстория
Роберт Ури завершил проектирование грузопассажирского паровоза Н15 Class в 1913 году, опытный образец был построен в августе 1914 года. Во время испытаний на местных и магистральных линиях паровоз показал лучшую производительности, чем LSWR T14 class Дугалда Драммонда. Введение в эксплуатацию десяти Н15 совпало с началом Первой мировой войны, что помешало постройке новых экземпляров паровоза. Несмотря на последствия войны, Ури предполагал, что в мирное время пассажиропоток возрастёт, и это потребует увеличения длины поездов, следующих из Лондона на юго-запад Англии. Станции LSWR в крупных южных портах: Портсмуте, Уэймуте и Саутгемптоне — были увеличены ещё до войны и превосходили по пропускной способности пассажирский локомотивный парк компании. Ури предлагал начать производство современного магистрального пассажирского паровоза, аналогичного Н15.

## Устройство и конструкция
Испытания опытного образца H15 class, проведённые Ури в 1914 году на западном участке LSWR в районе Бейзингстока, показали приемлемый скоростной потенциал разработки и возможность использовать её в качестве основы для мощного магистрального пассажирского локомотива осевой формулы 2-3-0 с диаметром ведущих колёс более 2 м. LSWR нуждалась в таком локомотиве, чтобы водить поезда повышенной длины по длинным и трудным маршрутам Уэст-Кантри. В 1917 году Ури представил проект N15 class. Он включал в себя некоторые особенности H15 class, в том числе тендер с двумя двухосными тележками и парораспределительный механизм Вальсхарта. Высоко поднятые площадки, идущие вдоль котла, обеспечивали удобство обслуживания.
Несмотря значительное на сходство, N15 class представлял собой улучшенный вариант H15. Цилиндры имели увеличенный размер 560 × 710 мм, наибольший для британских паровозов того времени. Конструкция котла также претерпела изменение: вместо цилиндрических барабанов впервые на Eastleigh Works были созданы конические. При этом в отличие от общепринятой практики начинать сужение возле топки, у N15 оно было приурочено к передней части котла для уменьшения диаметра дымовой коробки, за счет чего уменьшалась нагрузка на переднюю тележку. Также Ури применил собственные разработки: топку с тонкими дымогарными трубами, большую купольную крышку над котлом и пароперегреватель «Истли».

### Urie N15

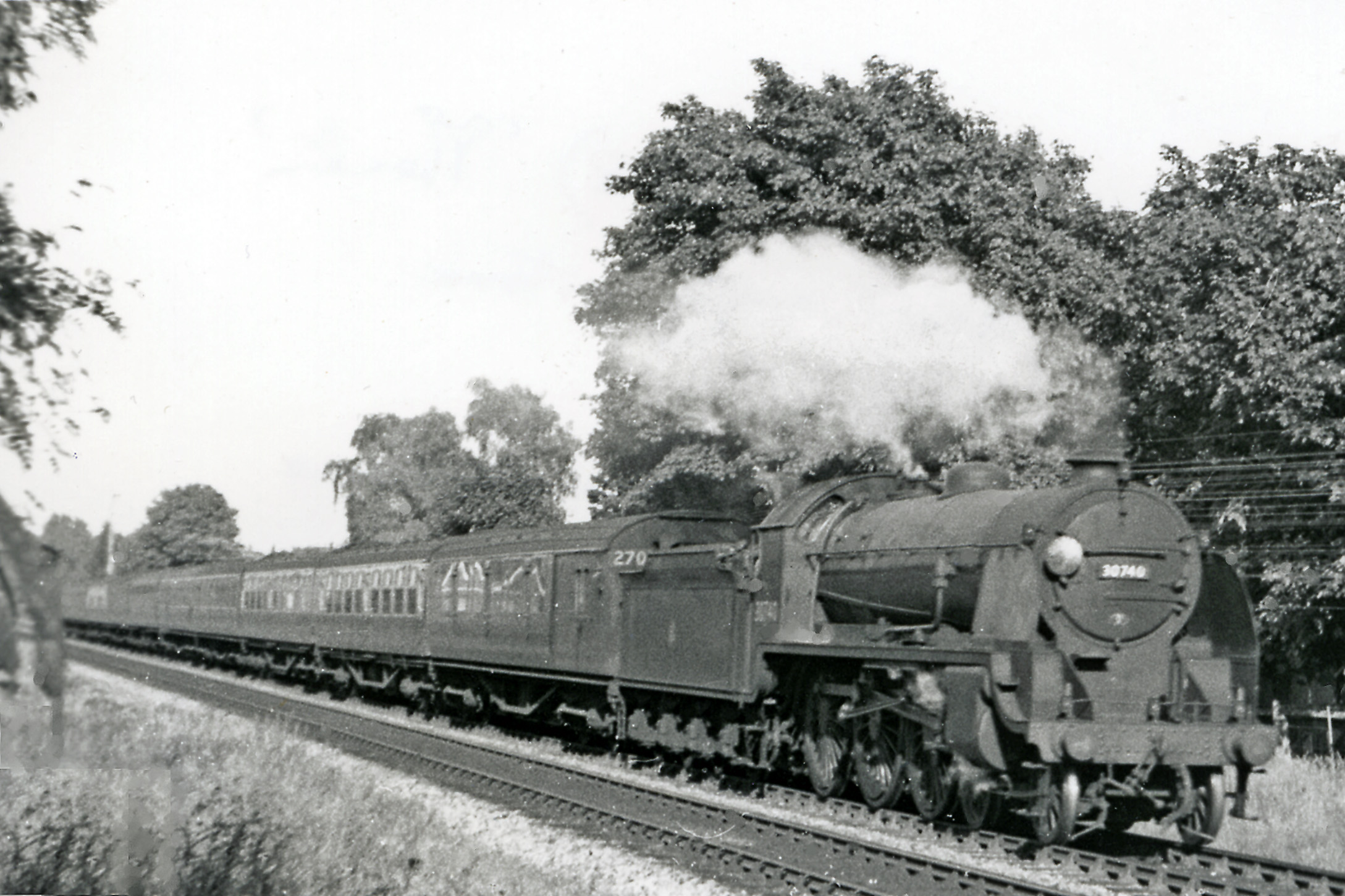
Urie N15 № 30740 Merlin возле Брэнсома (1951)

Проект N15 был утверждён управляющим комитетом LSWR, но приказ о начале производства был отложен до снятия военных ограничений на использование материалов. Разрешение правительства было получено в середине 1918 года, и Eastleigh Works приступил к строительству первого с 1914 года нового локомотива LSWR. Первые паровозы, впоследствии получившие среди машинистов прозвище Urie N15, были изготовлены двумя партиями по 10 экземпляров в 1918—1919 и 1922—1923 годах. Опытный образец из первой партии, № 736, поступил в эксплуатацию 31 августа 1918 года, следующие четыре появились с сентября 1918 по апрель 1919 года. Они имели сходный с H15 class вид: кабина с ровными боковинами в стиле драммондовских паровозов и изящно изогнутая крыша. Тендер с двумя тележками внешне не отличался от тендера H15 class, хотя внутри был усилен, чтобы принять 22,7 т воды. Нехватка меди задержала производство № 741—745, последний покинул завод в Истли в ноябре 1919 года. После начала эксплуатации № 736—745 и уплотнения графика LSWR на линиях Уэст-Кантри, в октябре 1921 года была заказана вторая партия паровозов нового типа. Они поступили в эксплуатацию в период с июня 1922 по март 1923 года, получив номера с 746 по 755.
После укрупнения железнодорожных компаний Великобритании в январе 1923 года LSWR стала частью новой компании Southern Railway, главным инженером тяги которой стал Ричард Манселл. Он собирался вывести на магистральные линии паровозы собственной конструкции, один из которых впоследствии дал начало Lord Nelson class, но в переходный период должны были использоваться имеющиеся локомотивы, что потребовало модификации и улучшения конструкции N15 class Роберта Ури.

### Переделанные паровозы Драммонда — «Артуры из Истли»
К лету 1925 года проект магистрального пассажирского паровоза Манселла не был готов, поэтому в Истли заказали третью партию из десяти N15. Её по указанию LSWR переделали из четырёхцилиндровых локомотивов Драммонда — F13, G14 и Р14. Пять паровозов F13 перестроили в локомотивы Н15, остальные десять (G14 и P14 № 448—457) преобразовали в N15 № E448—E457, при этом в оригинальную конструкцию Ури были внесены изменения.
Считается, что усовершенствования внедрил Джеймс Клэйтон, главный конструктор Манселла, которого в 1914 году перевели из Дерби в Ашфорд. Изменения стали результатом сотрудничества между South Eastern and Chatham Railway (SECR) и Great Western Railway (GWR), организованного Манселлом во время работы в Железнодорожном комитете во время Первой мировой войны. Целью было создание серии стандартных грузовых и пассажирских локомотивов для использования на железных дорогах Великобритании. Клэйтон имел доступ к последним разработкам GWR, среди которых были сглаженные паропроводы, золотники с большой величиной хода, уменьшенные цилиндры для максимизации мощности, котёл повышенного давления.
В 1924 году Манселл провёл испытания Urie N15 № 442 и доказал, что лучшая производительность может быть получена путем изменения паропроводов, хода золотников и переделки тяг. В результате Клейтон уменьшил диаметр цилиндров N15 до 520 мм и поставил предохранительные клапаны конструкции Росса, отрегулировав их на давление 1,38 МПа (200 фунтов на квадратный дюйм). Котёл конструкции Ури остался, но пароперегреватель был заменен маунселовским, у которого площадь поверхности перегрева больше на 10%. Также была применена увеличенная золотниковая коробка и более широкая труба, созданная специально для этой серии. Труба включала обод и капюшон для контроля потока выхлопных газов. В синхронизацию золотников также были внесены изменения, чтобы повысить эффективность использования пара, а колеса отбалансированы, чтобы уменьшить динамическую нагрузку на рельсы.
После завершения переоборудования от типов G14 и Р14 остались только номера, дверца дымовой коробки с запорной ручкой по центру и плоские борта кабины. Также к переделанным локомотивам присоединялись характерного вида тендеры, из которых удалили сложную инжекторную систему подогрева воды. Тендеры вмещали 19,5 т воды и 5,1 т угля. Десять переделанных паровозов стали представителями нового подтипа — King Arthur class, названного в честь короля Артура.

### «Шотландские Артуры»
В то время как паровозы Драммонда G14 и Р14 переделывались в Истли в N15, следующую партию из 20 штук, в связи с недостатком производственных мощностей, занятых в том числе ремонтом и переоборудованием, Манселл в 1924 году заказал у North British Locomotive Company (NBLC). При этом NBLC ради получения контракта занизила цену и вела сборку паровозов в спешке. Высокая потребность в локомотивах привела к увеличению заказа до 30 штук (№ E763—E792). Производство паровозов велось в Глазго, из-за чего они получили прозвище «шотландские Артуры». Вся партия поступила на Southern Railway к октябрю 1925 года. В передней части эти локомотивы имели те же усовершенствования, что на перестроенных паровозах Драммонда.
Изготовленная NBLC партия предназначалась под новый габарит Southern Railway и отличалась от предыдущих серий кабиной в ашфордском стиле, используемой на SECR N class. В отличие от драммондовской кабины, установленной на № 448—457 и № E741—E755, у новых локомотивов кабина была цельнометаллической, а крыша плавно переходила в боковые стенки, что позволяло использовать паровоз на восточных маршрутах сети, имевших ограничения по габариту. Прообразом была стандартная кабина, разработанная в 1904 году Р. М. Дили для Midland Railway. Она появилась на SECR и, как следствие, Southern Railway, благодаря Клейтону. Дверца дымовой коробки вновь имела ашфордскую конструкцию — с защёлками по окружности взамен одной запорной ручки в центре. Тендер был взят конструкции Ури, с двумя тележками, на 2,27 т воды, изготовила его NBLC.

### «Артуры из Истли» Манселла: вторая партия
Со вводом в эксплуатацию «шотландских Артуров» Southern Railway получила достаточный парк магистральных пассажирских локомотивов для западного участка. Для унификации было предложено заменить устаревшие локомотивы и на восточном и центральном участках на этот же тип. В мае 1925 года заводу в Истли заказали партию из 25 локомотивов (№ E793—E817), основанных на конструкции «шотландского Артура». При этом был уменьшен размер колосниковых решёток и увеличена площадь поверхности нагрева воды. После постройки 14 экземпляров (№ E793—E806) было решено производство прекратить, чтобы в июне 1926 года начать выпуск нового четырёхцилиндрового паровоза Lord Nelson class, созданного Манселлом.
Изначально предполагалось оснастить № E793—E807, предназначенные для линий прежней SECR, трехосными тендерами объёмом 18,2 т. Они должны были заменить «шотландские Артуры» № Е763—Е772 на маршрутах в порты, тендеры которых объёмом 22,7 т лучше подходили для длинных перегонов западного участка. Оставшиеся десять паровозов (№ E808—E817), предназначенные для линий бывшей LBSCR центрального участка, вынуждены были использовать короткие тендеры на 15,9 т от ашфордской разновидности SECR N class из-за ограниченного размера поворотных кругов. После отмены второй части заказа в пользу Lord Nelson class, 14 тендеров SECR N class были переданы паровозам №  E793—E806, которые теперь направлялись на центральный участок. Высокое расположение автосцепки у тендеров SECR N class потребовало модифицировать рамы под кабиной.

### Названия локомотивов
Когда бывшие G14 и Р14 Драммонда были переделаны в N15 class Манселла, Southern Railway решила присвоить имена всем пассажирским магистральным локомотивам. Из-за расположения дороги на западе Англии, ответственный за связи с общественностью Джон Эллиот предложил назвать новые паровозы в честь персонажей и мест, связанных с легендой о короле Артуре. Герберт Уокер, руководитель Southern Railway, сказал Эллиоту, что на присвоение имён требуется согласие Манселла. Узнав о предложении, Манселл ответил: «скажите сэру Герберту, что я не возражаю, но предупредите: это никак не повлияет на работу локомотивов». Первым перестроенным G14 стал № E453, ему дали имя King Arthur. Локомотивы Ури (до этих пор называвшиеся просто N15) также получили названия из Артурианы и стали известны как «Артуры Ури»; партии N15 class, изготовленные под руководством Манселла, стали называться «Артуры из Истли» и «шотландские Артуры».

## Подробности эксплуатации
Паровозы N15 class предназначались для вождения тяжелых пассажирских поездов на дальних маршрутах LSWR между Ватерлоо, Уэймутом, Эксетером и Плимутом. До модернизации Юго-Западной магистрали в 1922 году смена локомотива производилась в Солсбери, а после было открыто прямое сообщение до Эксетера. После консолидации Southern Railway в 1923 году этот тип паровозов распространился по всей железнодорожной сети, в том числе использовался на линии из Борнмута в Оксфорд. В 1925 году локомотивы стали применяться на линиях центрального и восточного участков, а также, с соответствующими изменениями, вели поезда с вокзала Виктория к портам Дувра и Брайтона. В 1931 году N15 class № E780 Sir Persant провёл первый состав Bournemouth Belle, укомплектованный пульмановскими вагонами, от вокзала Ватерлоо до Борнмут-Уэст.
В мирное время тип иногда использовали для срочной доставки грузов из Саутгемптонских доков, а во время Второй мировой войны N15 часто применялись для транспортировки грузовых и воинских эшелонов. В октябре 1942 года десять «Артуров Ури» были переданы London and North Eastern Railway (LNER). Они базировались в Хитоне и использовались для грузовых и нерегулярных пассажирских перевозок на северо-востоке и юге Шотландии. В июле 1943 года, когда в эксплуатацию были введены паровозы USATC S160, эти локомотивы вернулись на Southern Railway. С 1945 года King Arthur class регулярно замещал локомотивы Pacific class Оливера Буллида, которые демонстрировали плохие эксплуатационные качества вследствие поломок. В 1948 году весь тип перешел собственность British Railways, после чего его представителей можно было встретить в большинстве районов Южного региона во главе скорых поездов на магистралях средней длины и пассажирских поездов на бывших линиях LSWR.

### Эксперименты с дефлекторами дыма
В 1926 году N15 class стал первым в Британии типом, оборудованным дефлекторами дыма, несколько конструкций которых испытывались на этих локомотивах. Эксперименты проводились на протяжении всего года и включали в себя установку изогнутой пластины над дымовой коробкой № E753 Melisande, которая направляла поток воздуха из-под трубы так, чтобы на скорости сдувать дым вверх. На № Е450 Sir Kay и № E753 Sir Gillemere к трубе крепились воздухозаборники, а на № Е772 Sir Percivale был применён большой квадратный дефлектор дыма немецкого типа. Наконец, № E453 King Arthur получил небольшие прямоугольные дефлекторы дыма, установленные на поручни по бокам дымовой коробки. Эксперименты закончились с неоднозначными результатами, и Манселл запросил помощь Лондонского университета в проведении испытаний в аэродинамической трубе. По их результатам был определён стандарт конструкции, который постепенно внедрялся на локомотивах типа начиная с конца 1927 года.

### Urie N15: эффективность и модификации
В компании LSWR N15 class первоначально были хорошо приняты паровозными бригадами, хотя вскоре паровозы приобрели репутацию плохо идущих на дальних рейсах. В связи с этим поезда до Эксетера стали ходить со сменой локомотива в Солсбери, хотя Ури считал причиной плохого паробразования неправильную технику вождения. Однако ряд испытаний показал, что при движении по ровному участку давление пара постепенно снижалось. Те же испытания выявили, что локомотив при движении создает динамическую нагрузку, превышающую таковую у любого другого британского типа паровозов, что приводит к появлению трещин в рамах.
Локомотивные бригады также жаловались на плохую защиту от погодных условий, против чего приходилось укрывать брезентом зазор между задней частью кабины и передней частью тендера, из-за чего уменьшалось поле зрения машиниста. Забастовка шахтеров в 1921 году привела к тому, что два паровоза (№ 737 и № 739) перевели на мазут. Один из модифицированных локомотивов впоследствии загорелся в депо Солсбери, после чего оба к концу года перевели обратно на уголь. Когда в 1923 году LSWR вошла в Southern Railway, Ури мало уделял внимания устранению недостатков типа, и задача по модернизации паровоза перешла по наследству его преемнику.
Когда Манселл «унаследовал» паровоз в должности главного механика Southern Railway, в 1924 году он начал его испытания, взяв за образец наиболее слабый экземпляр — № 442. Испытания показали, что улучшенные характеристики могут быть получены путём изменения паровых каналов, золотникового распределителя и системы выхлопа, хотя первые две рекомендации были признаны локомотивным комитетом слишком дорогостоящими для немедленной реализации. На заводах в Северной Англии было заказано восемь дополнительных котлов конструкции, применённой на King Arthur, их установили на N15 № 737—742 к декабрю 1925 для улучшения парообразования. Котлы остальных паровозов Ури получили стандартные клапаны Росса, что облегчило их техническое обслуживание. Манселл попытался решить проблему выхлопа, вызванную узкой трубой конструкции Ури, заменив её на № 737 по образцу King Arthur и добавив конусное устройство. Изменения были признаны успешными, и все Urie N15 прошли модернизацию в период с 1925 по 1929 год. Во время всеобщей стачки 1926 года № 737 и № 739 вновь переводились на мазут и вернулись на уголь в декабре того же года.
Начиная с 1928 года, на всех паровозах типа, за исключением № 755, был уменьшен диаметр цилиндров с 560 до 530 мм, что повысило их скорость на ровных участках, но снизило тягу на уклонах в районе Солсбери. Паровоз № 755 The Red Knight был модернизирован в 1940 году преемником Манселла, Оливером Буллидом, который установил цилиндры собственной конструкции диаметром 530 мм со сглаженными каналами. Также на паровоз установили конусное устройство Леметра и трубу большего диаметра, что позволило ему приблизиться по эффективности к более мощному Lord Nelson class. Четыре других N15 также пережили подобную модернизацию, а улучшение пятого было отменено из-за военных ограничений на использование металлов. Мягкий выхлоп конусного устройства Леметра требовал изменения дефлекторов дыма. На трёх модифицированных локомотивах пришлось установить верхние дефлекторы вертикально, чтобы улучшить поток воздуха вдоль котла, но это не привело к желаемому эффекту, и последние два локомотива сохранили дефлекторы, установленные Манселлом.
Последние изменения в Urie N15 предусматривали переоборудование пяти локомотивов (№ 740, № 745, № 748, № 749 и № 752) на нефть в 1946—1947 годах. Это стало ответом на правительственные предложения по решению проблемы послевоенного дефицита угля. Нефтяные резервуары сварили из стальных листов и установили в угольные бункера тендеров. После решения первоначальных проблем с № 740 Merlin, нефтяные локомотивы хорошо показали себя на линиях Борнмута. Также в нефтяных локомотивах были внедрены электрические сигналы и освещение кабины, сохранённые и после возвращения на уголь в 1948 году.

### N15 class Манселла: эффективность и модификации
Улучшенная конструкция передней части паровоза, применённая на первой партии «Артуров из Истли» (№ E448—E457), обеспечили постоянную скорость на всём протяжении маршрута при движении по равнинным участкам в окрестностях Лондона, хотя в холмистой местности к западу от Солсбери нововведения себя не всегда оправдывали. Проблемой стали внутренние подшипники тендеров Драммонда, неподходящие по воспринимаемой нагрузке и подверженные проникновению влаги. Использование высокой драммондовской кабины мешало применению этих паровозов за пределами западного участка Southern Railway. Но несмотря на недостатки, общая надёжность локомотива привела к тому, что в июле 1925 года № E449 Sir Torre был отправлен в Дарлингтон на празднование столетия железнодорожного транспорта. Этот же локомотив в 1929 году установил рекорд скорости в 140 км/ч на юго-западной магистрали возле Аксминстера. Этим было доказано, что при использовании подходящих узлов оригинальная конструкция Ури имела высокую эффективность.
Несмотря на внедрение улучшений, хорошо зарекомендовавших себя на модернизированных N15, № E448—E457 — «шотландские Артуры», имевшие ту же механическую конструкцию, — поступив в эксплуатацию в мае 1925 года, никак себя не проявили. Их эффективность на восточном участке не изменилась, не выросла она и в сравнении с использовавшейся здесь спаркой 2-2-0, которую они заменяли. Паровозные бригады сообщали о плохом парообразовании и нагреве букс ведущих осей и тендера. После изучения проблемы её отнесли на счёт North British Locomotive Company, допустившей дефекты сборки из-за занижения стоимости работ в целях получения контракта. Дефекты были обнаружены во всей партии и потребовали замены шести котлов с повторной клёпкой, перемонтажем трубопроводов и установкой новых стоек топки. Нагрев букс объяснялся нарушением допусков при сборке главной рамы В докладе 1926 года все дефектные паровозы рекомендовалось направить в Истли для ремонта. После ремонта «шотландские Артуры» вышли на то же уровень эффективности, что и остальные представители типа.
Между 1928 и 1930 годами «шотландские Артуры» № Е763—Е772 получили новые тендеры в рамках обмена с паровозами Lord Nelson class и LSWR С15 class. Такая замена позволяла использовать их на коротких линиях восточного участка, однако она препятствовала передаче локомотивов на западный участок, где маршруты имели бо́льшую протяжённость. К 1937 году все «шотландские Артуры» получили обратно тендеры конструкции Ури, к № E768—Е772 присоединили новые тендеры конструкции Манселла, имевшие вакуумные тормоза, резервуар которых устанавливался позади ёмкости для угля. Затем эти тендеры ещё раз заменили на тендеры Lord Nelson class.
Вторая партия «Артуров из Истли» заменила K class на маршрутах Истборна и LBSCR H2 «Atlantic» на маршрутах Багнер-Риджис. Местным паровозным бригадам локомотивы понравились, на этих участках их использовали вплоть до электрификации. Локомотив № E782 Sir Brian участвовал в сравнительных испытаниях на бывшей Великой северной магистрали против SECR K class и SECR K1 class, проведённых после железнодорожной аварии в Севеноуксе в 1927 году. Испытания проходили под контролем главного механика London and North Eastern Railway Найджела Грезли, который отметил, что N15 неустойчив на высоких скоростях. Нестабильность была вызвана создаваемой динамической нагрузкой и усугублялась неровностями рельсов. Это приводило к чрезмерным нагрузкам на буксы и плохим условиям работы в кабине. Но несмотря на недостатки, N15 выиграл благодаря лучшему режиму обслуживания.
Преемник Манселла Оливер Буллид, считал, что тип не нуждается в улучшении выхлопной системы. Однако сообщения о плохом парообразовании на № 792 Sir Hervis de Revel дали возможность в 1940 году провести испытания конусного устройства Леметра и трубы большего диаметра. На использованном в испытаниях № 755 The Red Knight изменений в эффективности не обнаружили. После перехода железных дорог в собственность British Railways локомотиву в 1952 году возвратили трубу конструкции Манселла. В другом эксперименте, проведённом во время войны в ноябре 1940 года, Буллид установил на № 783 Sir Gillemere трубу с тремя узкими каналами. Размещённые в виде треугольника, они уменьшали заметность дыма с воздуха, что было ответом на атаки поездов Southern Railway низколетящими самолетами. Затем число каналов уменьшили до двух, что привело к мощным выбросам сажи при движении внутри тоннелей и под мостами. Эксперимент был прекращён в феврале 1941 года, локомотиву вернули прежнюю трубу. Последний эксперимент был связан с искрогашением: искры появлялись из-за низкого качества угля. На № 784 Sir Nerovens и № 788 Sir Urre в конце 1947 года были установлены новые трубы большого диаметра Результаты испытаний оказались неоднозначными, и в 1951 году, после улучшения качества угля и внедрения в дымовую коробку внутренних искроуловителей, они были прекращены.

### Вывод из эксплуатации
Большая номенклатура деталей для Urie N15 привела к тому, что их держали в запасе в зимний период 1949 и 1952 годов. Обслуживание экземпляров Манселла было проще, к тому же большое количество современных локомотивов Bulleid Pacific class и British Railways Standard class могли их заменить. Urie N15 class включались в работу в летние месяцы, хотя их плохое состояние стало очевидно, когда № 30754 The Green Knight в 1953 году был снят с линии из-за трещин в раме. Постепенное выбывание Urie N15 продолжалось в период с 1955 по 1957 годы, несколько экземпляров законсервировали прежде выведения из эксплуатации. Последние три паровоза эксплуатировались в депо Бейзингстока, № 30738 King Pellinore стал самым последним, он прекратил работу в марте 1958 года. Все экземпляры были разобраны на металлолом, а их имена переданы двадцати локомотивам BR Standard class 5, эксплуатировавшимся в Южном регионе в период с 1959 по 1962 годы.
Паровозы King Arthur class также испытывали недостаток в работе после появления в 1955 году на центральном и восточном участках BR Standard class 5 и BR Standard class 4. Периодическое снятие с линий Urie N15, H15 и SR N15X предоставило возможность замены устаревающих тендеров Драммонда на тендеры Ури объёмом 22,7 т от №№ 448—457, Это совпало с программой 1958 года по замене аналогичным образом ашфордских тендеров, присоединённых к восьми паровозам второй партии «Артуров из Истли». В результате все локомотивы типа эксплуатировались до завершения электрификации восточного участка, когда в 1959 году из эксплуатации были выведены 17 паровозов. В 1960 году ещё несколько локомотивов остались без работы из-за увеличения числа Bulleid Pacifics на западном участке. В 1961 году использовалось только 12 паровозов, и, наконец, остался единственный — номер 30770 Sir Prianius. Тип пережил более молодой, но менее многочисленный Lord Nelson class на один месяц, № 30770 покинул депо Бейзингстока в ноябре 1962 года.

## Аварии и происшествия
- 26 ноября 1947 года в Фарнборо паровоз № 753 King Arthur вёл пассажирский поезд, когда в него сзади врезался другой пассажирский поезд. Столкновение произошло из-за ошибки сигнальщика. Два человека погибло.[53]
- 22 января 1955 года паровоз № 30783 Sir Gillemere столкнулся с Н15 № 30485 на центральном вокзале Борнмута из-за ошибки машиниста. Локомотив был впоследствии отремонтирован; Н15 списан.[54][55]

## Цвета и нумерация

### LSWR and Southern Railway
На LSWR паровозы Urie N15 были окрашены в шалфеево-зелёный (серо-зелёный). Он отличался оттенком от сходного цвета пассажирских паровозов Драммонда большей близостью к оливковому. Кроме того, за время эксплуатации цвет приобретал желтизну. Котёл и тендер украшала чёрно-белая окантовка панелей. На тендере имелась золотистая надпись «LSWR», на кабине — номер паровоза.
На Southern Railway локомотивы первое время сохранили прежние цвета, изменились только буквы: теперь на тендере появилась жёлтая надпись «SOUTHERN», там же стали рисовать и номер паровоза Также на жёлтый был изменён цвет линий, окаймлявших чёрные края панелей кабины и тендера. Над номером располагали букву «Е», означавшую, что тип обслуживается в Истли. Позолоченные цифры на боках кабины и заднем торце тендера заменили на литые пластинки овальной формы с текстом «Southern Railway» по периметру и номером локомотива в центре. Желтый номер также был нарисован на переднем буферном брусе для удобства идентификации. В феврале 1925 года Манселл выбрал для локомотивов тёмно-зеленый цвет с черно-белой окантовкой панелей. Изначально такая ливрея предназначалась для нового King Arthur class, но паровозы Urie N15 были также перекрашены во время ближайшего ремонта. Колёса стали оливково-зелеными с чёрным ободом. С 1929 года перестали указывать букву «Е», а литую пластину на заднем торце тендера заменил нанесённый жёлтой краской номер.
В мае 1938 года, после назначения Оливера Буллида главным механиком, № 749 Iseult был на пробу перекрашен в ярко-зелёный цвет с нарисованными жёлтой краской цифрами вместо литых номерных знаков. На тендере изобразили два варианта названия дороги: «SOUTHERN» с одной стороны и «SR» — с другой. Совет директоров не поддержал предложение Буллида, и паровоз перекрасили в более тёмный малахитовый цвет с черно-белой окантовкой панелей (позднее ту же ливрею получил Bullied Pacific). На тендере осталась надпись «SOUTHERN», а номер был перемещён на боковую панель кабины с одной стороны и дефлектор дыма с другой. Оба номера имели жёлтый цвет. Позднее № 749 получил обратно цвета Манселла.
Использовалось несколько вариаций зелёной, шалфеевой и малахитовой ливрей с различными окантовками: чёрной, чёрно-белой, жёлтой. На некоторых паровозах в зелёный цвет красили дефлекторы дыма. С 1942 по 1946 годы, из-за Второй мировой войны, локомотивы типа во время ремонта были перекрашены ради экономии в чёрный цвет, цифры номеров стали жёлтыми с зелёной окантовкой. C 1946 года была большинству паровозов был возвращён малахитовый цвет с желто-чёрной окантовкой и жёлтыми буквами и цифрами, не получили его лишь некоторые представители типа: № 782 Sir Brian и № 800 Sir Persant. Эта ливрея стала последней ливреей, которую использовала Southern Railway.

### British Railways
После национализации железных дорог в 1948 году тип получил обозначение 5P. В переходный период, длившийся 18 месяцев, локомотивы носили прежнюю малахитовую ливрею, была изменена только надпись на тендере на «BRITISH RAILWAYS». С апреля 1949 года, по мере того как паровозы отправлялись на капитальный ремонт, их перекрашивали в новый стандартный цвет экспрессов — зелёный с оранжевой и чёрной окантовкой. На тендере помещали эмблему компании, сначала старую, а с 1957 года — новую.
Нумерация первоначально сохранили, добавив спереди букву «S», означавшую, что локомотив обозначен по старой системе. После капитального ремонта вместе с новой ливреей локомотивы получили и новое обозначение в стандартной нумерации: первые десять стали № 30448—30457, остальные — № 30736—30806.

## Оценка и сохранение
После устранения проблем с парообразованием в партии Ури, тип завоевал популярность среди локомотивных бригад благодаря надёжности и высокой скорости. Тем не менее, из-за высоких динамических нагрузок в движении паровоз был жёстким и неустойчивым. В обеих партиях Манселла со сглаженными паропроводами и изменённой системой выхлопа КПД возрос, и эти локомотивы много работали, пока не появились паровозы Буллида. Ремонт N15 заметно облегчало использование унифицированных деталей, а установка различных кабин и тендеров снимала большинство эксплуатационных ограничений на различных магистральных маршрутах. Тип долгое время оставался в эксплуатации и имел репутацию надёжной «рабочей лошадки». Электрификация восточного и центрального участков и увеличение числа Bulleid Pacific после образования British Railways лишили тип подходящей работы. Максимальный пробег был зарегистрирован на паровозе № 30745 Tintagel и составил 2 356 131 км, при этом следует учитывать, что на заключительном этапе он интенсивно не эксплуатировался.
Решение сохранить паровоз для истории было принято в ноябре 1960 года. Изначально предполагалось восстановить № 453 King Arthur, и в 1961 году он был законсервирован после вывода из эксплуатации для последующей реставрации. Однако вернуть паровозу первоначальный облик не удалось из-за отсутствия соответствующего тендера конструкции Драммонда, поэтому № 453 сдали в лом, и восстановили один из паровозов постройки North British Locomotive Company — № 30777 Sir Lamiel, выведенный из эксплуатации в октябре 1961 года. Sir Lamiel был назван в честь персонажа романа Томаса Мэлори «Смерть Артура» сэра Ламиеля Кардиффского. При реставрации паровоз получил зелёную ливрею Манселла, № Е777 и стал частью коллекции британского Национального музея железнодорожного транспорта. В 2003 году ему вернули цвета British Railways и № 30777, направив в качестве действующего локомотива на историческую линию Great Central Railway. По состоянию на 2010 год паровоз участвовал в движении по этой дороге в качестве магистрального локомотива.

## В культуре
Паровоз серии LSWR N15 783 Sir Gillemere послужил прототипом персонажа по имени Мерлин, одного из экспериментальных паровозов из мультсериала Томас и его друзья. 

## Модели
Модель N15 class выпущена Hornby Railways для типоразмера 00 (1:76,2).